# Frances Ames
Frances Rix Ames (pronúncia: /ˈfrɑːnsɪz/ /eɪmz/; Pretória, 20 de abril de 1920 – Cidade do Cabo, 11 de novembro de 2002) foi uma neurologista, psiquiatra e ativista dos direitos humanos, conhecida principalmente por liderar o inquérito ético sobre a morte do ativista anti-apartheid Steve Biko, que morreu por negligências médicas após ser torturado quando estava sob custódia policial. Quando o Conselho Sul-africano Médico e Odontológico se recusou a punir o cirurgião chefe distrital e seu assistente que trataram Biko, Frances Ames e um grupo de cinco acadêmicos e médicos arrecadaram fundos e lutaram judicialmente por oito anos contra o estabelecimento médico. Frances arriscou a segurança da sua vida pessoal e carreira acadêmica na busca por justiça, levando o caso para a Suprema Corte da África do Sul, onde eventualmente ganhou o caso em 1985.
Nascida em Pretória e vivendo seus primeiros anos em pobreza na Cidade do Cabo, Frances Ames se tornou a primeira mulher a receber um doutorado em medicina pela Universidade da Cidade do Cabo em 1964. Ames estudou os efeitos da cannabis no cérebro e publicou vários artigos a respeito; observando os benefícios terapêuticos da cannabis em seus pacientes no hospital que trabalhava, ela se tornou uma das primeiras defensoras do uso medicinal da erva. Ela liderou o departamento neurológico do Hospital Groote Schuur antes de se aposentar em 1985, mas continuou a palestrar nos hospitais de Valkenberg e Alexandra. Depois que o apartheid foi finalmente desmantelado em 1994, Ames testemunhou no Conselho da Verdade e Reconciliação sobre o seu trabalho no inquérito ético dos doutores que trataram Biko. Em 1999, Nelson Mandela a condecorou com a Ordem da Estrela da África do Sul, o maior prêmio que um civil pode receber no país, em reconhecimento ao seu trabalho na defesa dos direitos humanos.

## Biografia

### Primeiros anos e formação
Ame nasceu em Pretória, África do Sul, em 20 de abril de 1920, filha de Frank e Georgina Ames, a segunda de três filhas. Sua mãe, que cresceu em um campo de concentração bôer, que por sua vez era filha de uma enfermeira na Segunda Guerra dos Bôeres, também exerceu essa profissão. Ames nunca conheceu seu pai, que deixou sua mãe sozinha para cuidar de três filhas na pobreza. Com sua mãe incapaz de cuidar da família, Ames passou parte da sua infância em um orfanato católico onde foi acometida por febre tifoide. Sua mãe posteriormente realojou a família e se mudaram para a Cidade do Cabo, onde Ames frequentou a Rustenburg Girls' High School. Ela se matriculou na Universidade da Cidade do Cabo onde recebeu seu Bacharel em Medicina e Bacharelado em Cirurgia em 1942.

### Carreira médica
Na Cidade do Cabo, Ames estagiou no Hospital Groote Schuur; ela também trabalhou na região de Transkei como médica geral. Ela recebeu seu mestrado em 1965 pela Universidade da Cidade do Cabo, se tornando a primeira mulher a recebe-lo. Ames se tornou chefe do departamento de neurologia do Hospital Groote Schuur em 1976. Ela se tornou professora adjunta em 1978. Ames se aposentou em 1985, mas continuou a trabalhar em tempo integral nos hospitais Alexandra e Valkenberg como palestrante no Departamento de Psiquiatria e Saúde Mental da Universidade do Cabo. Em 1997, a universidade tornou Ames professora emérita adjunta de neurologia; ela recebeu um doutorado honorário em medicina em 2001. De acordo com Pat Sidley do British Medical Journal, Ames nunca se tornou uma professora titular, e acredita que isso se deu porque ela era uma mulher.

### Inquérito ético de Biko
O ativista sul-africano anti-apartheid Steve Biko, que tinha estudado medicina na Universidade de KwaZulu-Natal, foi detido em Porto Elizabeth por policiais em 18 de agosto de 1977 e preso por 20 dias. Em algum dia entre 6 ou 7 de setembro, Biko foi espancado e torturado até ficar em coma. De acordo com alegações de Ames e outros, o cirurgião Ivor Lang, juntamente com o cirurgião chefe do distrito, Benjamin Tucker, colaboraram com a polícia e encobertaram o abuso, e como consequência Biko morreu por suas lesões em 12 de setembro. De acordo com Bentar, "ocorreu claro abuso ético por parte dos médicos que eram responsáveis por Biko".

"Naqueles dias muitos cirurgiões foram capazes de fazerem vista grossa das torturas policiais nas prisões, para cumprirem ordens da polícia que entram em conflito com o tratamento médico apropriado, e na melhor das hipóteses se manterem em silêncio ao se depararem com os crimes éticos impostos pela situação política. Poucos demonstraram oposição aos crimes éticos ocasionadas pelo apartheid. Ames era uma desses poucos.

Quando o Conselho Sul-africano de Medicina e Odontologia (SAMDC) juntamente com o apoio da Associação de Médicos da África do Sul, recusou em penalizar os cirurgiões envolvidos na morte de Biko, dois grupos de médicos realizaram duas reclamações formais contra a SAMDC a respeito da falta de profissionalismo dos doutores de Biko. Ambos os grupos realizaram processos diferentes na Suprema Corte Sul-africana com o objetivo de forçar a SAMDC a conduzir um inquérito formal de ética medicinal contra Lang e Tucker. Um caso foi conduzido por Ames, juntamente com Trefor Jenkins e Phillip Tobias da Universidade de Witwatersrand; um segundo processo foi conduzido por Dumisani Mzana, Yosuf Veriava do Hospital Coronationville, e Tim Wilson do Centro Médico de Alexandra.
Como Ames e um pequeno grupo de médicos abriram um inquérito contra os membros da sua própria profissão, Ames foi chamada de traidora e delatora. Seu emprego na universidade foi ameaçado por seus superiores e seus colegam pediram para que ela desistisse do caso. Por continuar com o caso contra os médicos de Biko, Ames recebeu ameaças pessoas e arriscou sua própria segurança.
Depois de oito anos, Ames ganhou o caso em 1985 quando a Suprema Corte Sul-africana decidiu a seu favor. Com a ajuda de Ames, o caso forçou a que o corpo regulatório médico revisse sua decisão. Os dois médicos que trataram Biko finalmente foram disciplinados e se seguiram algumas reformas médicas no país.

### Pesquisas sobre os efeitos dacannabis
Ames estudou os efeitos da cannabis em 1958, publicando seu trabalho no British Journal of Psychiatry com o título "A clinical and metabolic study of acute intoxication with Cannabis sativa and its role in the model psychoses". Seu trabalho é citado extensivamente na literatura acadêmica sobre a cannabis. Seu posicionamento era de se opor à guerra contra as drogas e propor os efeitos terapêuticos benéficos da cannabis, particularmente pessoas com esclerose múltipla. Ela observou em primeira mão como a cannabis (conhecida como dagga na África do Sul) aliviava os espasmos de pacientes com esclerose e tinha efeitos benéficos na coluna de paraplégicos em seu hospital. Ela continuou a estudar os efeitos da cannabis na década de 90, publicando vários artigos relacionados com a indução de euforia por cannabis e seu efeito no cérebro.

### Vida pessoal
Ames foi casada com David Castle, editor do Cape Times, e tiveram quatro filhos. Ela tinha 47 anos quando seu marido morreu subitamente em 1967. Após a morte de David, a governanta da casa chamada Rosalina ajudou a família a se reerguer. Ames escreveu a experiência em suas memórias, Mothering in an Apartheid Society (2002).

### Morte
Ames lutou contra a leucemia no final da sua vida. Ela continuou a trabalhar no Hospital Valkenberg seis semanas antes da sua morte em casa, em 11 de novembro de 2002. Representando o departamento de psiquiatria, Greg McCarthy deu o discurso do funeral. Ela foi cremada de acordo com o seu desejo, e suas cinzas foram reunidas em um pote e dispersadas na frente do Hospital Valkenberg, onde um memorial em sua homenagem foi erguido.

## Legado
O neurocirurgião Colin Froman apontou que Ames foi "uma grande protagonista não ortodoxa do uso médico de cannabis muitos anos antes do presente interesse como droga terapêutica". J. P. van Niekerk, do South African Medical Journal, citou que "Frances Ames foi levada pela convicção exemplar", e a história eventualmente justificou suas ações no inquérito ético de Biko.
O trabalho de Ames no caso de Biko levou a grandes reformas na África do Sul, incluindo a dissolução e substituição das organizações médicas da era do apartheid, que não conseguiram seguir os novos padrões médicos requisitados. Segundo van Niekerk:" a lição mais dura para a medicina sul-africana foi o esclarecimento das posições dos médicos quando existia uma questão de responsabilidade ética. Isso agora foi formalizado no código de conduta da SAMA e das interpretações legais sobre as responsabilidade médicas".
Ames testemunhou durante audiências médicas a Comissão de Reconciliação e da Verdade em 1997. O arcebispo Desmond Tutu galardoou Ames como "parte do seleto grupo de médicos que se levantaram contra o apartheid e deixou marcado nos livros o nome dos médicos que fizeram conluio contra os direitos humanos." Em reconhecimento por seu trabalho nos direitos humanos na África do Sul, Nelson Mandela deu para Ames a Ordem da Estrela da África do Sul, o principal reconhecimento que um civil pode ser reconhecido no país.

## Trabalho selecionado
- Mothering in an Apartheid Society (2002)